# Lluís Aloy i Vidal
Lluís Aloy Vidal (Santa Coloma de Gramenet Barcelonès, 8 de febrer de 1930 - El Vendrell, 8 de juny de 2012) fou un futbolista català, que va jugar al FC Barcelona entre d'altres clubs. També fou entrenador de futbol.

## Trajectòria
Davanter incisiu i golejador que es formà en les categories inferiors del Barça. Debutà amb tot just 18 anys en el gran equip blau-grana dels anys cinquanta i en el seu temps fou una de les grans promeses catalanes del futur.
Malgrat tot, l'enorme competència que tenia en el primer equip de les Cinc Copes li feu cercar nous camins després de quatre anys en el primer equip.
Com blaugrana jugà 39 partits en els quals marcà 19 gols. Posteriorment jugà en els clubs Reial Oviedo (4 anys), Cadis CF (1 any), CE Sabadell (2 anys), CF Badalona (1 any), Unió Esportiva Figueres (1 any) i UE Sants.
Després de retirar-se fou tècnic de diferents equips, com el Reial Valladolid (1976-77), el CD Logroñés (1977-79), la UE Sant Andreu, l'FC Vilafranca (1993-1999, 211 partits) o CF Calafell, i de les categories inferiors del Barça.

## Palmarès
- 2 Lligues d'Espanya
- 3 Copes d'Espanya
- 2 Copes Eva Duarte de Perón
- 1 Copa Llatina
- 2 copes de maxim golejador